# Shanaya Tipishca
Es un pueblo ubicado en el distrito de Contamana, Perú.

## Historia
Shanaya Tipishca Es un pueblo muy famoso por ser el lugar de nacimiento del Soldado Alfredo Vargas Guerra y por los constantes avistamientos de Chullachaqui.
- Datos: Q26928563